# Dècada del 1550 aC
Resum dels esdeveniments de la dècada del 1550 aC:

## Esdeveniments
- La ciutat de Micenes, situada al nord-est del Peloponès, arriba a dominar la resta d'Acaia, donant el seu nom a la civilització micènica.
- 1557 aC, els egipcis assalten i prenen Sharuhen
- 1556 aC, Ahmosis I es corona com a rei de l'Alt i Baix Egipte i es casa amb la seva germana Nefertari.
- 1555 aC Revolta feudal a l'Alt Egipte. Només Nekheb roman fidel a Ahmosis I.
- 1553 aC, després de dos anys de lluita, Ahmosis I sufoca la revolta de l'Alt Egipte
- 1552 aC, Ahmosis I inicia una política centralitzadora, abolint tots els estats feudals de l'Alt Egipte menys Nekheb.
- 1550 aC, les illes de la mar Egea paguen tribut a Ahmosis I que agafa el títol de rei d'Egipte u de Haunebu (Egeu)
- 1550 aC, Ammunas assassina al seu pare Zidantas I i es proclama rei dels hitites
- Vers 1550 aC Kirta, mític primer rei de Mitanni, unificant a les tribus hurrites i les ciutats estat com Urkesh i altres. Va tenir com successor al seu fill Shuttarna I.